# 海灘男孩
海灘男孩（英語：The Beach Boys，或译沙滩男孩等）是一个美國搖滾樂團，1961年成立於加利福尼亞州洛杉磯縣霍桑市。最初布赖恩·威尔逊的兄弟，丹尼斯·威爾森和卡尔·威尔逊，他们的表兄迈克·洛夫以及朋友阿尔·贾丁在高中时就组成了“Pendeltones”乐队。
1961年，乐队改名为海灘男孩（英語：The Beach Boys），并由独立厂牌Can-dix发行乐队首支单曲《冲浪》(英語：Surfin’)。
这首单曲取得了不错的成绩，并进入Billboard排行榜。同年底，在一场纪念著名摇滚歌手里奇·瓦倫斯的音乐会上，海滩男孩第一次公演。
1962年夏天，在父亲默里·威尔逊的努力下，海滩男孩与Capitol唱片公司签约，乐队成员贾丁因为要去上大学无奈离队，另一位好友戴维·马克斯加入，直到1963年，贾丁才回归乐团并取代了马克斯的位置。海滩男孩早期以冲浪摇滚的形式为主，辅以优美的多层次和声，这让他们在当时的青年人中受到广泛欢迎。1966年，他们分别发行了专辑《Pet Sounds》和单曲“Good Vibrations”，让他们登上了生涯的顶峰，其复杂的编曲能力和创新的录音技术使用对后世摇滚乐有着极为深刻的影响。但1967年，布赖恩倾注大量心血的《SMiLE》专辑计划最终遗憾搁浅，他本人也在随后出现了越来越严重的心理疾病，乐团的声望与受欢迎度随之开始下降。虽然乐团在卡尔的带领下，于1970年代又创作了一些颇受好评的唱片，但终究无法再度掀起热潮。
尽管遭遇起伏，然成军60年来，海滩男孩乐队的全球唱片销量已经超过一亿张，50余年的辉煌成绩让其成为最成功的美国乐队之一。1988年海灘男孩与披头士乐队、鲍勃·迪伦等艺人一同入选摇滚名人堂。

## 历史

### 鼎盛年代和迷幻音乐

#### 《Pet Sounds》
1966年5月16日，海滩男孩发行专辑Pet Sounds，该专辑在美国排名第10位，而在英国拿下亚军。虽然商业成绩并未达到预期，但该专辑对后世有着巨大影响，使摇滚乐往艺术化的发展方向上迈出了一大步。古典乐器、摇滚乐器与非常规乐器的混合使用也让其成为巴洛克流行的最伟大专辑之一。2003年11月，乐队专辑《Pet Sounds》入选《滚石杂志》五百大专辑亚军，而在该榜单2012年与2020年的更新版中，该专辑依然位列第二。

#### 《Good Vibrations》
1966年2月，在录制专辑Pet Sounds期间，布赖恩有了Good Vibrations的创作动机。录制歌曲的时间长达八个月，这也让此歌成为了当时造价最高的歌曲。该单曲于1966年10月10日正式发行，随后获得了英美两地排行榜的冠军。其对录音工程的突破更是对之后摇滚乐的制作有着不可估量的影响。进入21世纪，滚石杂志将此歌评为“史上最伟大500首歌曲”的第6位。

#### 《Smile》
Good Vibrations的成功让布赖恩大受鼓舞，他希望沿着这一条路继续前进，创作出改变摇滚乐历史的伟大唱片。该专辑最初被定名为《Dumb Angel》,后来则改名为《SMiLE》。但专辑的构想遭到了队友迈克·洛夫的反对，他认为这样的作品过于冗长复杂，且难以进行现场表演，从而导致听众的流失。最终布赖恩在重重压力下放弃了专辑的录制，取而代之的是几个月后发行的《Smiley Smile》，该专辑主要在布赖恩的家庭录音室完成，和原来《SMiLE》的构想已经有了很大的差别。《Smiley Smile》在发行后，商业上的表现不佳，在美国仅仅拿下第41位，但后来它受到了许多乐评人的喜爱，认为其在lo-fi音乐的发展史上起到了非常重要的推动作用。在之后的几年，乐团曾经尝试重启《SMiLE》的计划，但都没有成功，仅有几首专辑的原曲被安排在了后面发行的其它专辑里。2004年，布赖恩作为独立艺人，终于发行了和他当年构想差不多的《SMiLE》专辑。而乐团当年的录音记录，则要等到2011年，通过《The Smile Sessions》的boxset来和听众见面。

## 影响
海灘男孩是衝浪音乐的經典代表樂團。該團以精準的合音，以及反映著加州青年文化、關於車和衝浪的歌曲著稱。布萊恩·威爾森充滿野心的創造與想像力，使得海灘男孩成為一個更創新的團體，並獲得了極高的讚譽，甚至影響了許多後來的音樂人與流行音樂的發展。

## 唱片
- Surfin' Safari（英语：Surfin' Safari） (1962)
- Surfin' USA（英语：Surfin' USA） (1963)
- Surfer Girl（英语：Surfer Girl） (1963)
- Little Deuce Coupe（英语：Little Deuce Coupe） (1963)
- Shut Down Volume 2（英语：Shut Down Volume 2） (1964)
- All Summer Long（英语：All Summer Long (album)） (1964)

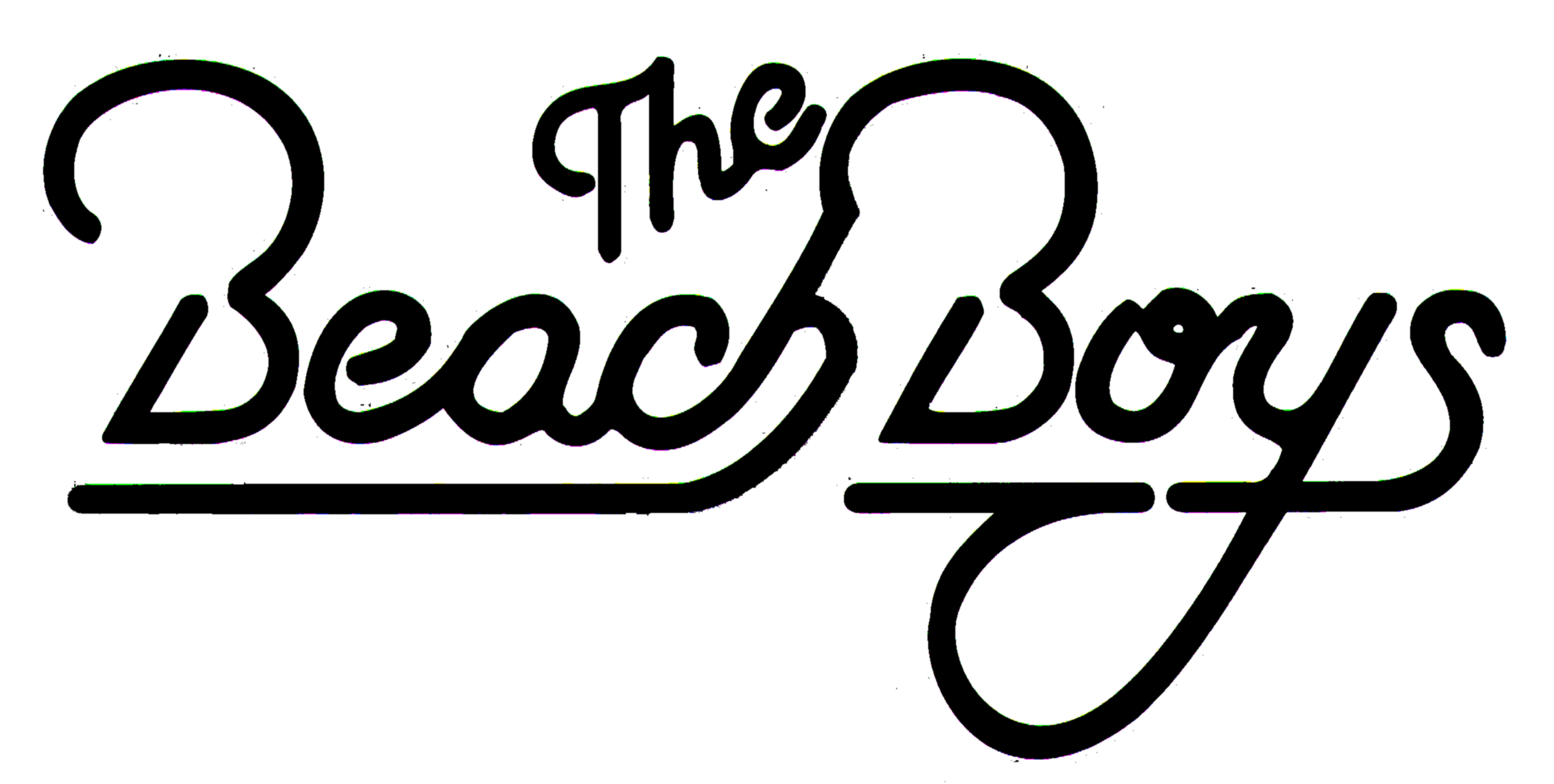
海灘男孩標誌

- The Beach Boys' Christmas Album（英语：The Beach Boys' Christmas Album） (1964)
- Today!（英语：Today! (The Beach Boys album)） (1965)
- Summer Days (And Summer Nights!!)（英语：Summer Days (And Summer Nights!!)） (1965)
- Beach Boys' Party!（英语：Beach Boys' Party!） (1965)
- Pet Sounds (1966)
- Smiley Smile（英语：Smiley Smile） (1967)
- Wild Honey（英语：Wild Honey (album)） (1967)
- Friends（英语：Friends (The Beach Boys album)） (1968)
- 20/20（英语：20/20 (The Beach Boys album)） (1969)
- Sunflower（英语：Sunflower (album)） (1970)
- Surf's Up（英语：Surf's Up (album)） (1971)
- Carl and the Passions – "So Tough"（英语：Carl and the Passions – "So Tough"） (1972)
- Holland（英语：Holland (album)） (1973)
- 15 Big Ones（英语：15 Big Ones） (1976)
- Love You（英语：The Beach Boys Love You） (1977)
- M.I.U. Album（英语：M.I.U. Album） (1978)
- L.A. (Light Album)（英语：L.A. (Light Album)） (1979)
- Keepin' the Summer Alive（英语：Keepin' the Summer Alive） (1980)
- The Beach Boys（英语：The Beach Boys (album)） (1985)
- Still Cruisin'（英语：Still Cruisin'） (1989)
- Summer in Paradise（英语：Summer in Paradise） (1992)
- Stars and Stripes Vol. 1（英语：Stars and Stripes Vol. 1） (1996)
- That's Why God Made the Radio (2012)[4]